# 에밀리 그린 볼치

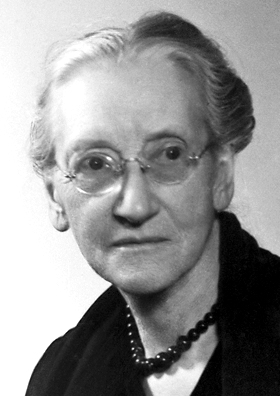
에밀리 그린 볼치

에밀리 그린 볼치(Emily Greene Balch, 1867년 1월 8일 ~ 1961년 1월 9일)는 미국의 작가, 평화주의자로, 1946년 존 롤리 모트와 노벨 평화상을 수상했다. 세계에서 가장 오래된 여성 평화 단체인 국제 여성 평화 자유 연맹(Women's International League for Peace and Freedom, WILPF)을 설립한 인물로 알려져 있다.
매사추세츠주 보스턴 근교에서 유복한 가정에서 태어났으며 1889년 브린 마르 대학교를 수석으로 졸업했다. 대학 졸업 후에도 유럽과 미국을 오가며 사회학과 경제학을 계속 연구했으며 1896년에는 웰즐리 대학교에 재입학했고 1913년 사회학, 경제학 박사 학위를 취득했다. 제1차 세계 대전 때 미국의 1차 대전 참전에 반대하는 운동에 참가했으며 그로 인해 웰즐리 대학교에서 퇴학당한다. 자유주의 사상으로 유명한 잡지 《더 네이션 (The Nation)》의 편집자, 국제 여성 평화 자유 연맹 서기관, 국제 연맹 직원으로 활동했다.
1921년 유니테리언에서 퀘이커로 개종했으며 평생동안 결혼 한 번 하지 않고 살았다. 공교롭게도 자신의 94번째 생일 다음 날에 사망했다.

## 같이 보기
- 여자 노벨상 수상자 목록